# Manius Acilius (Gesandter)
Manius Acilius war ein römischer Politiker und Senator gegen Ende des 3. Jahrhunderts v. Chr. Er gehörte der gens Acilia an. 210 v. Chr. wurde er vom Senat als Botschafter nach Ägypten gesandt. Zwei Jahre später trat er ein weiteres Mal als Antragsteller im Senat auf.